# Jardim Colonial (métro de São Paulo)
Jardim Colonial (en portugais : Estação Jardim Colonial) est une station de la ligne 15 (Argent)), de type monorail, du métro de São Paulo. Elle est située au 1400 avenue Ragueb Chohfi sur le territoire du district São Mateus à São Paulo au Brésil.
Mise en service en 2021, elle est le terminus provisoire est de la ligne.

## Situation sur le réseau

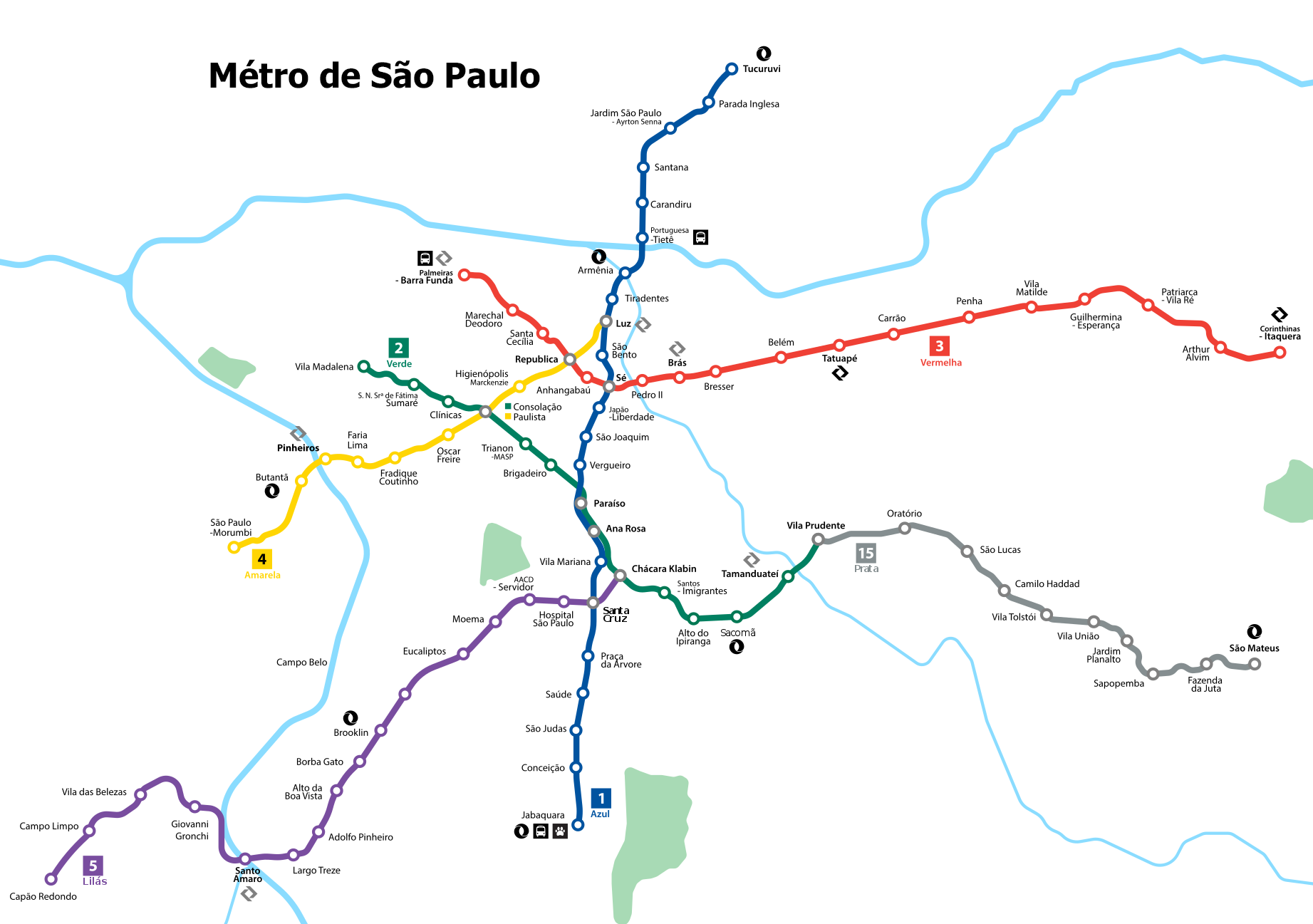
Plan du Métro de São Paulo 2020.

Établie en aérien, la station Jardim Colonial, terminus provisoire est de la ligne de monorail dite ligne 15 du métro de São Paulo (argent), est située après la station São Mateus, en direction du terminus provisoire ouest Vila Prudente.

## Histoire
En 2009, lors de la présentation au public du projet de ligne, la station est provisoirement nommée Iguatemi, un district situé à environ 1 kilomètre de la future station. Après des études toponymiques, la station a été nommée Jardim Colonial, du nom du quartier le plus proche de la station,.
La station Jardim Colonial est mise en service le 29 décembre 2021,,. Elle est située à avenue Ragueb Chohfi, 1400, dans le district de São Mateus.

Inauguration
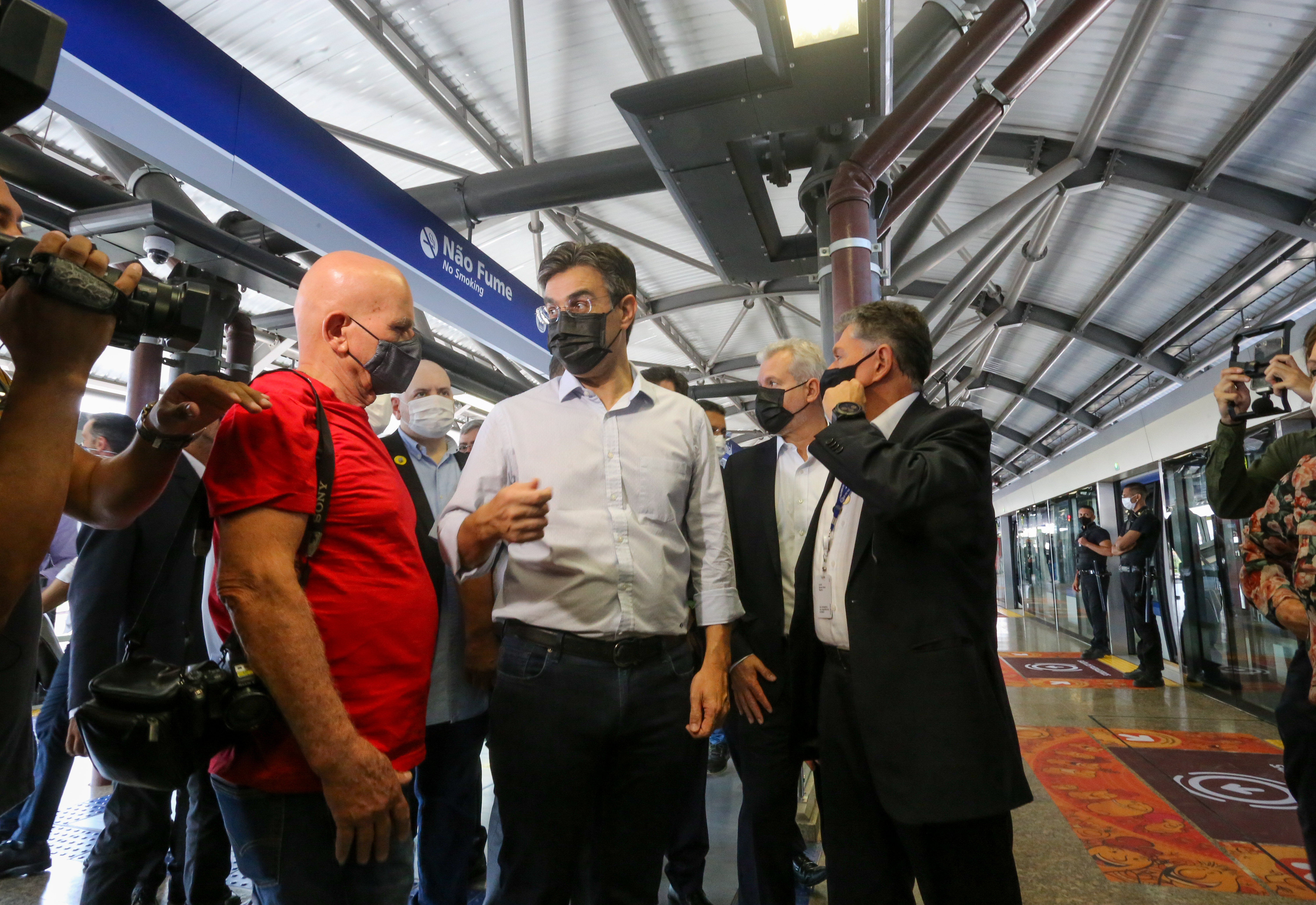
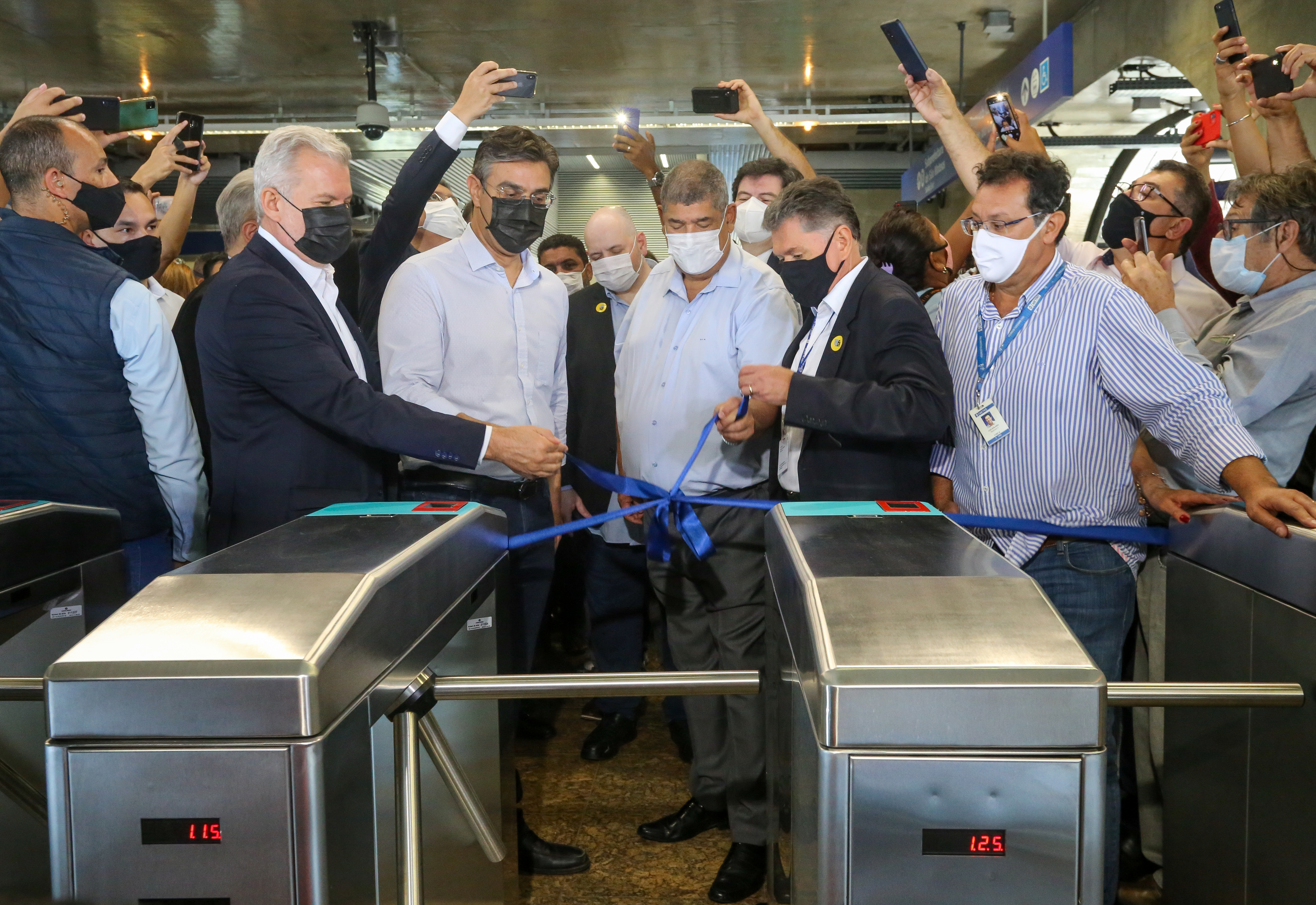
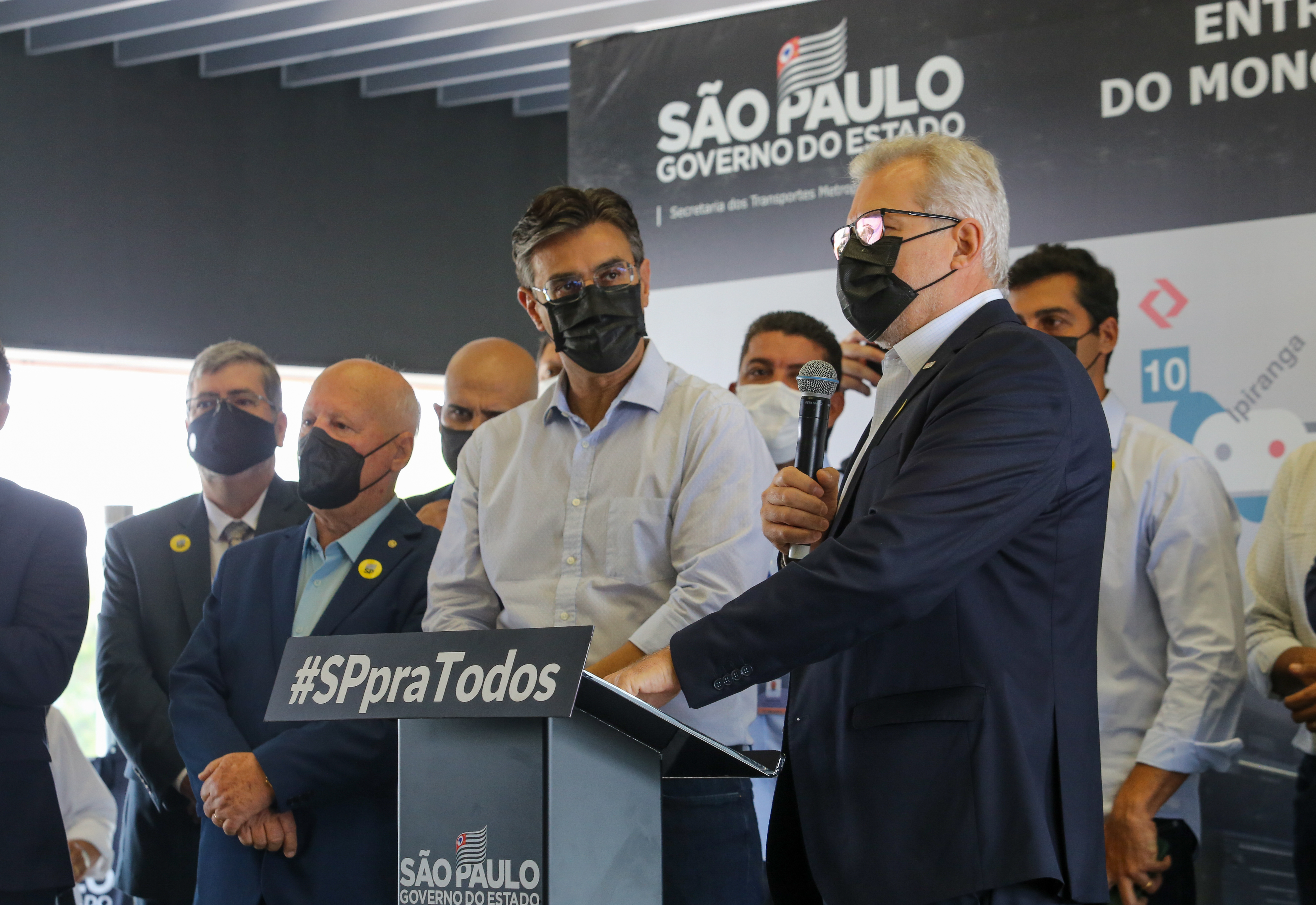

## Services aux voyageurs

### Accès et accueil
La station dispose de deux accès situés de chaque côté de l'Avenida Ragueb Chohfi, elle est accessibles aux personnes à la mobilité réduite par trois ascenseurs et neuf escaliers mécaniques qui permettent l'accès à la mezzanine puis au quai central,.

Installations
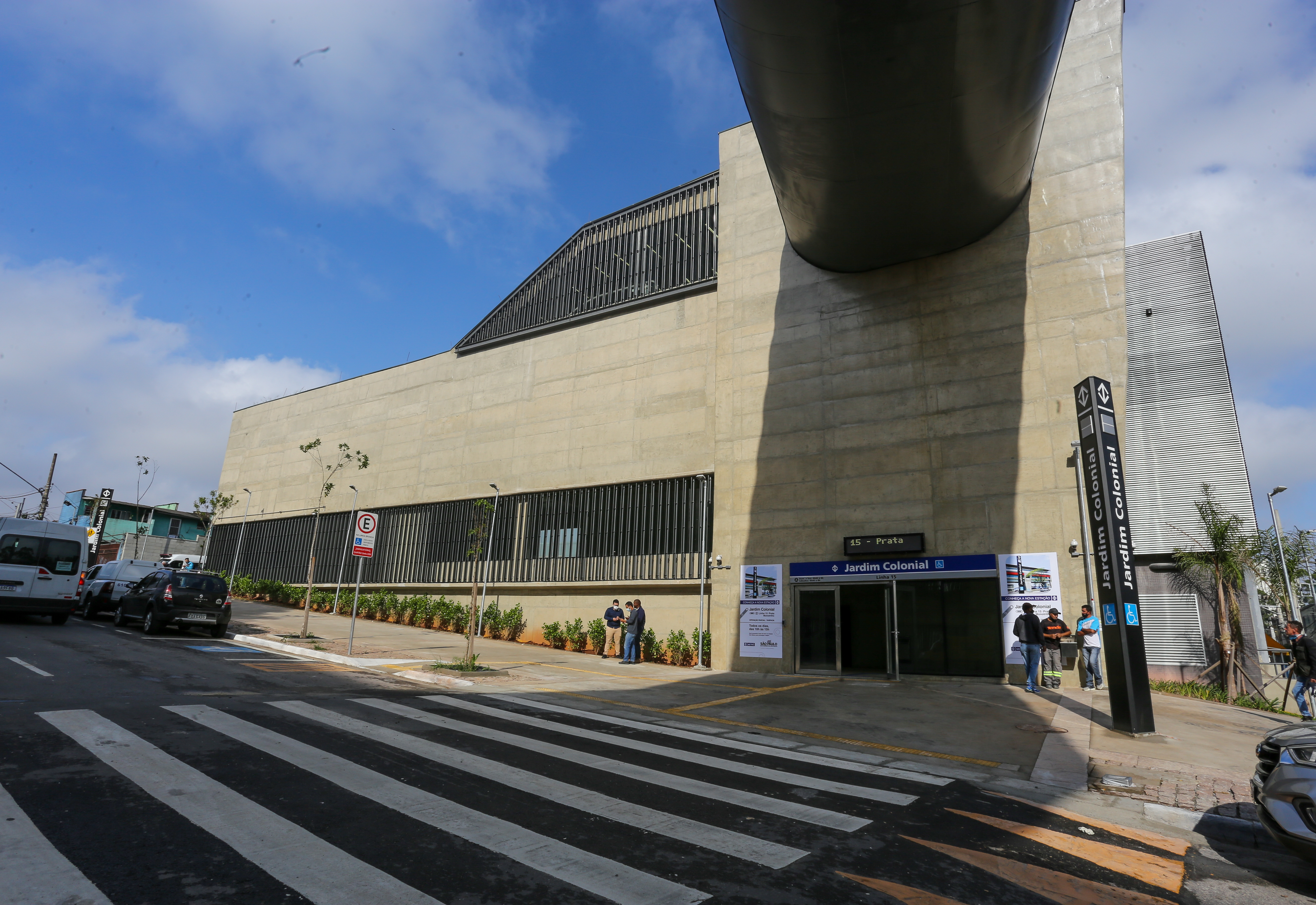
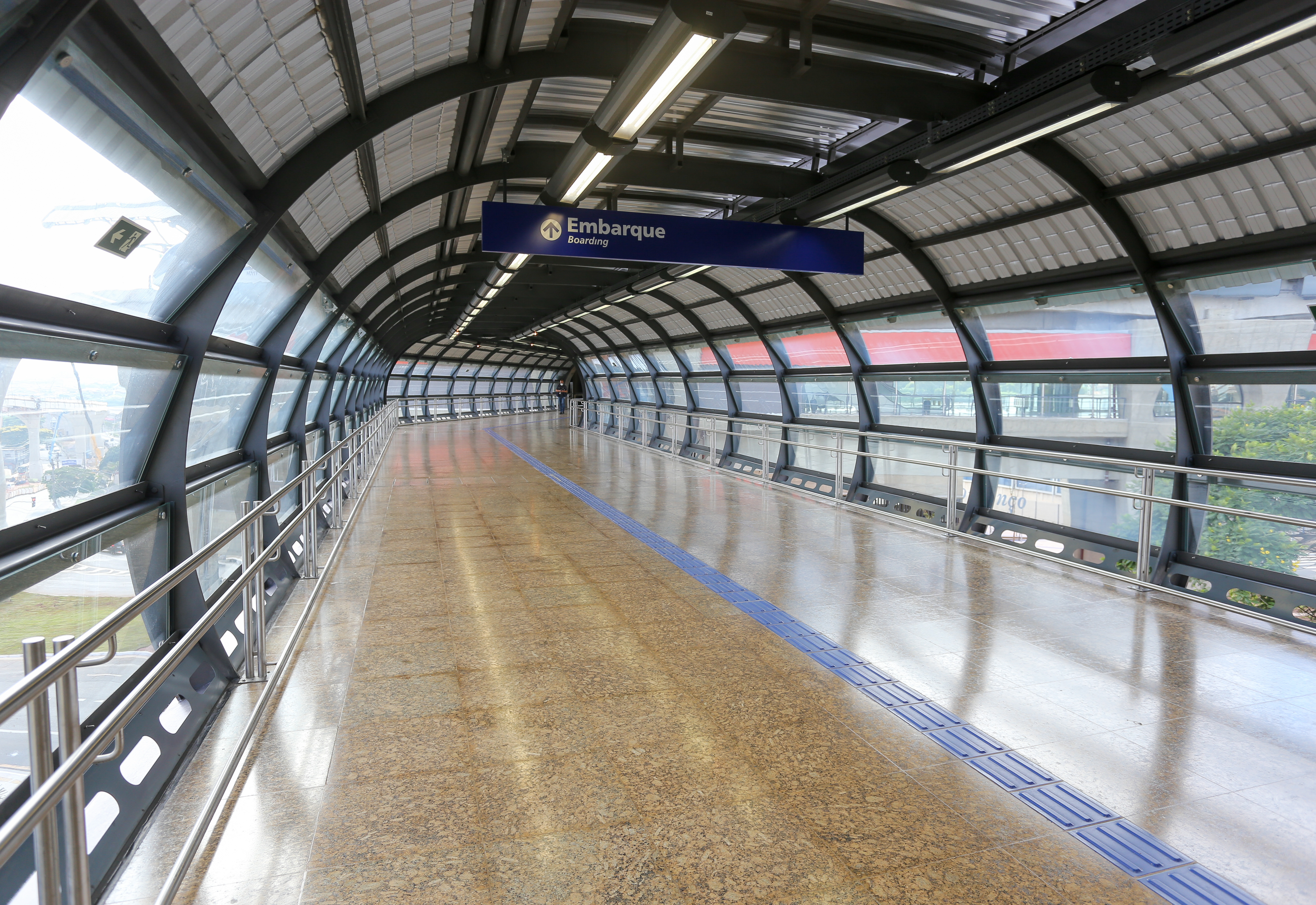
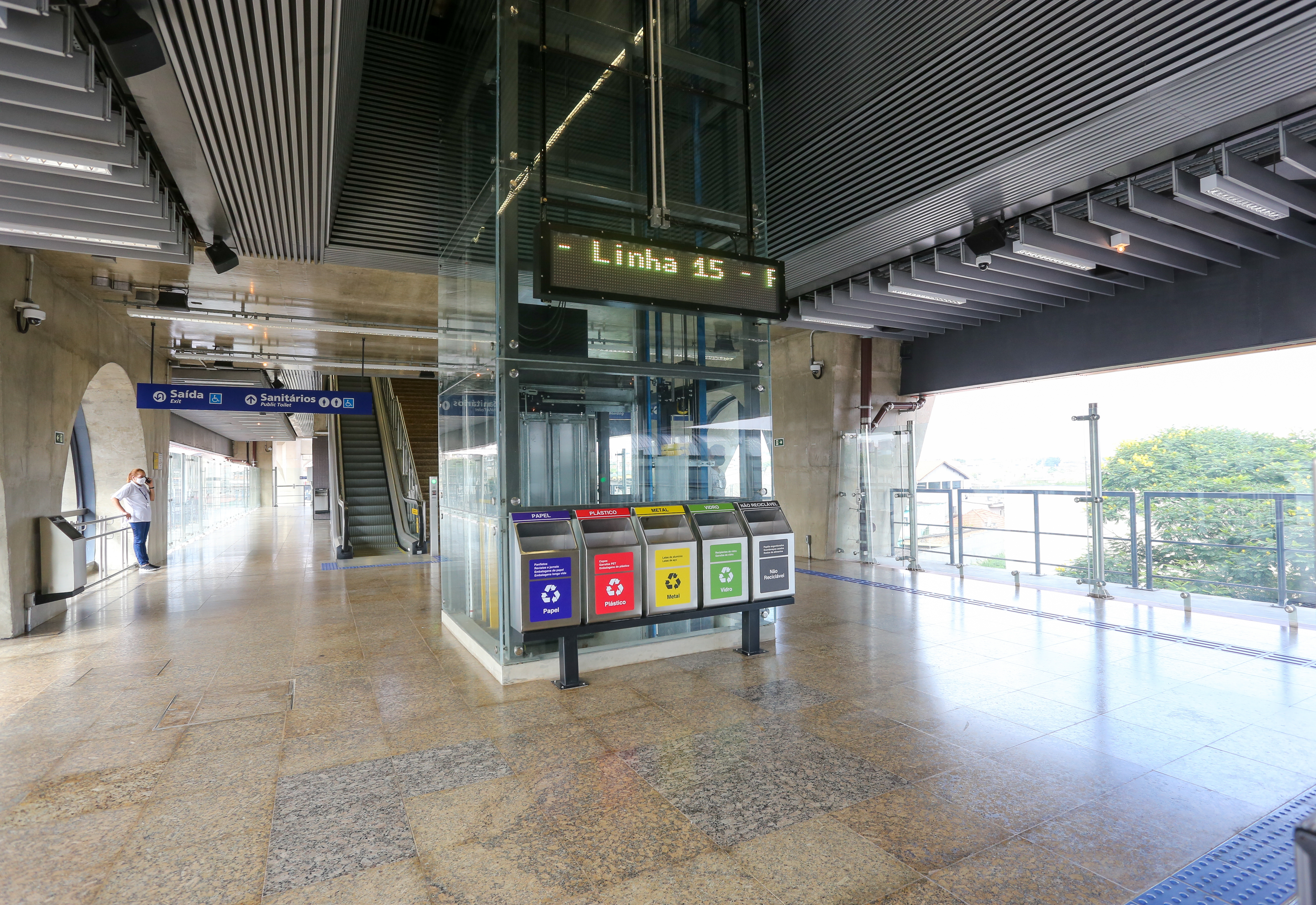

### Desserte
Jardim Colonial est desservie par les rames monorail de la ligne 15 de 04h40 à 00H00.

Installations
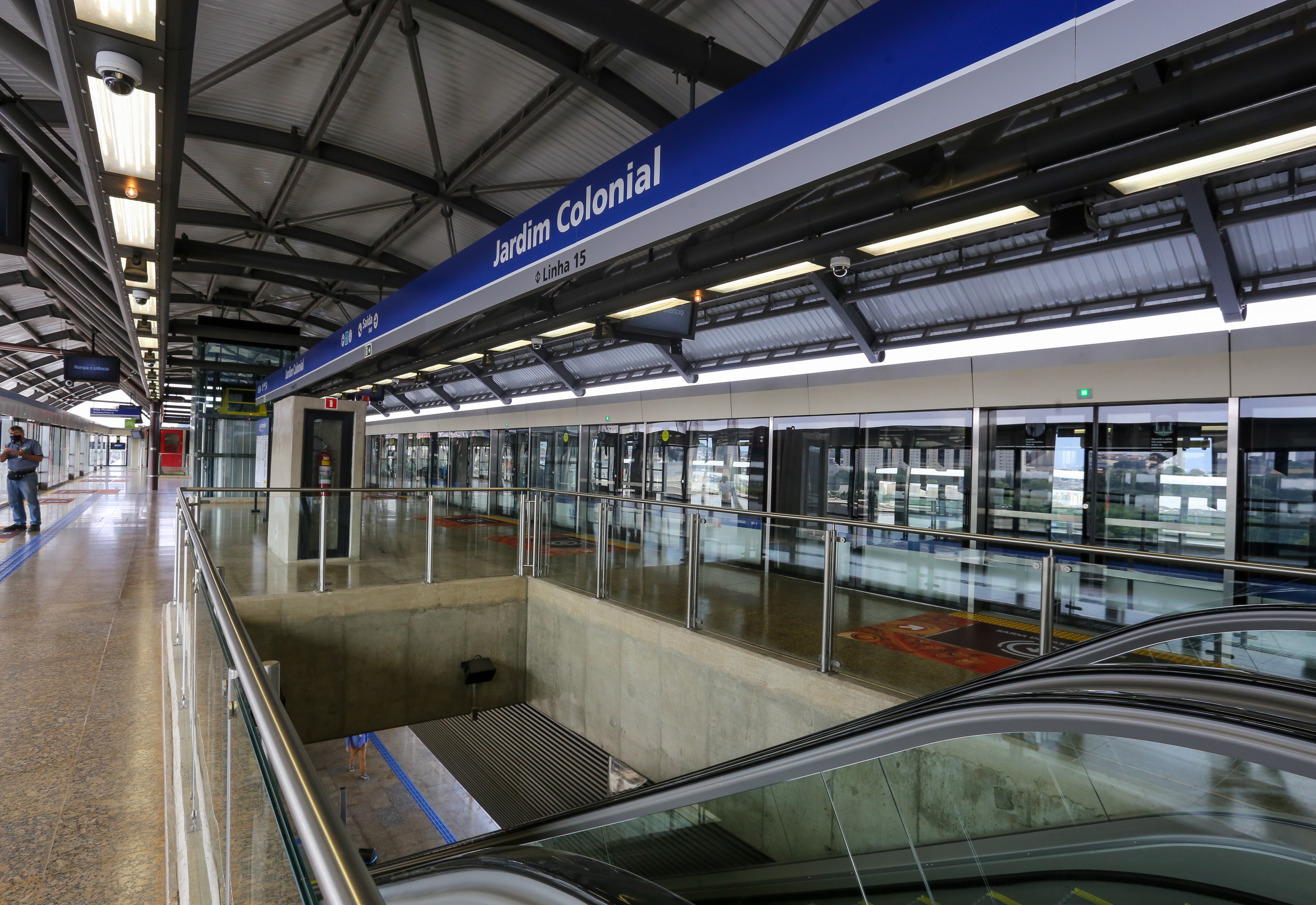
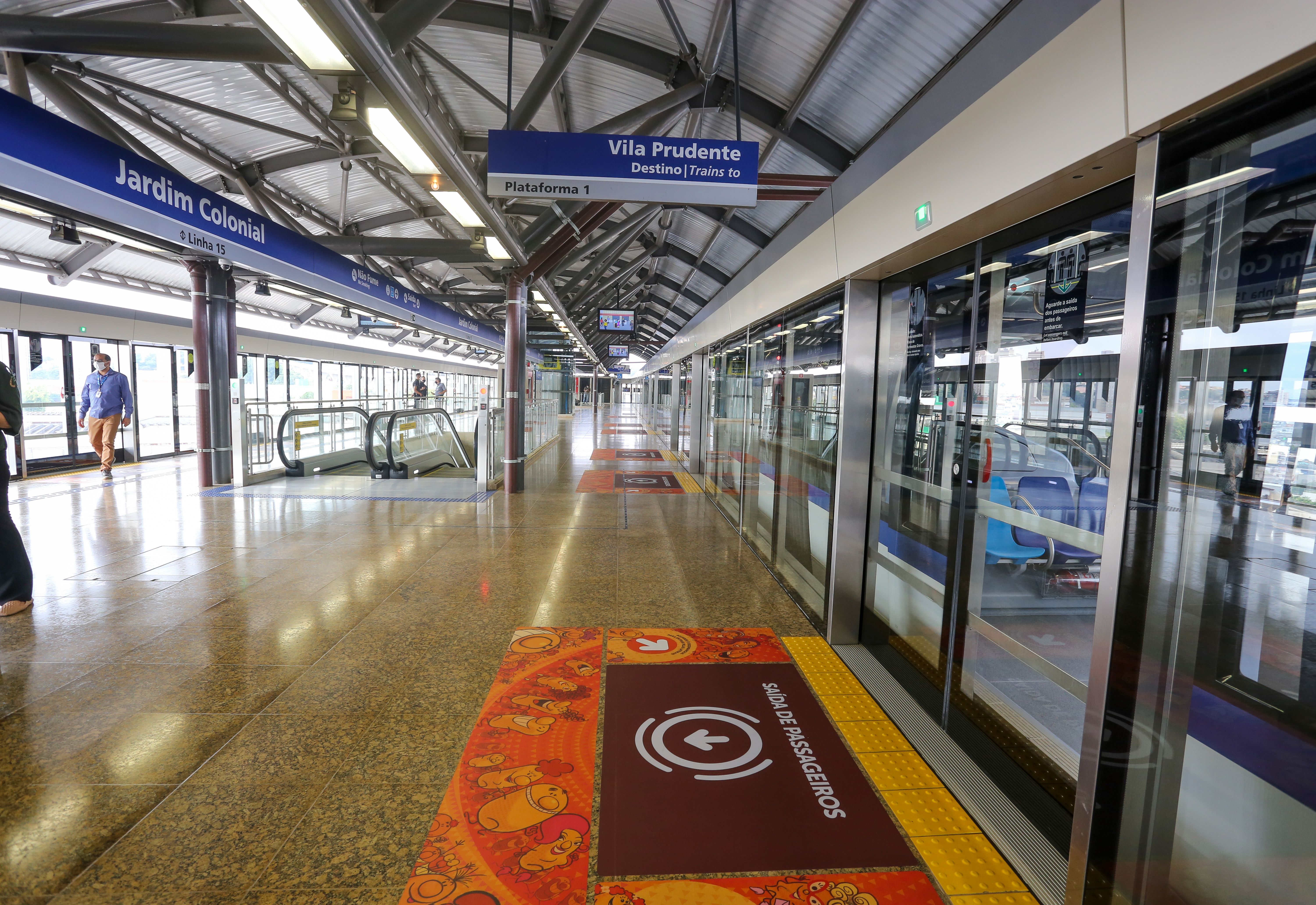
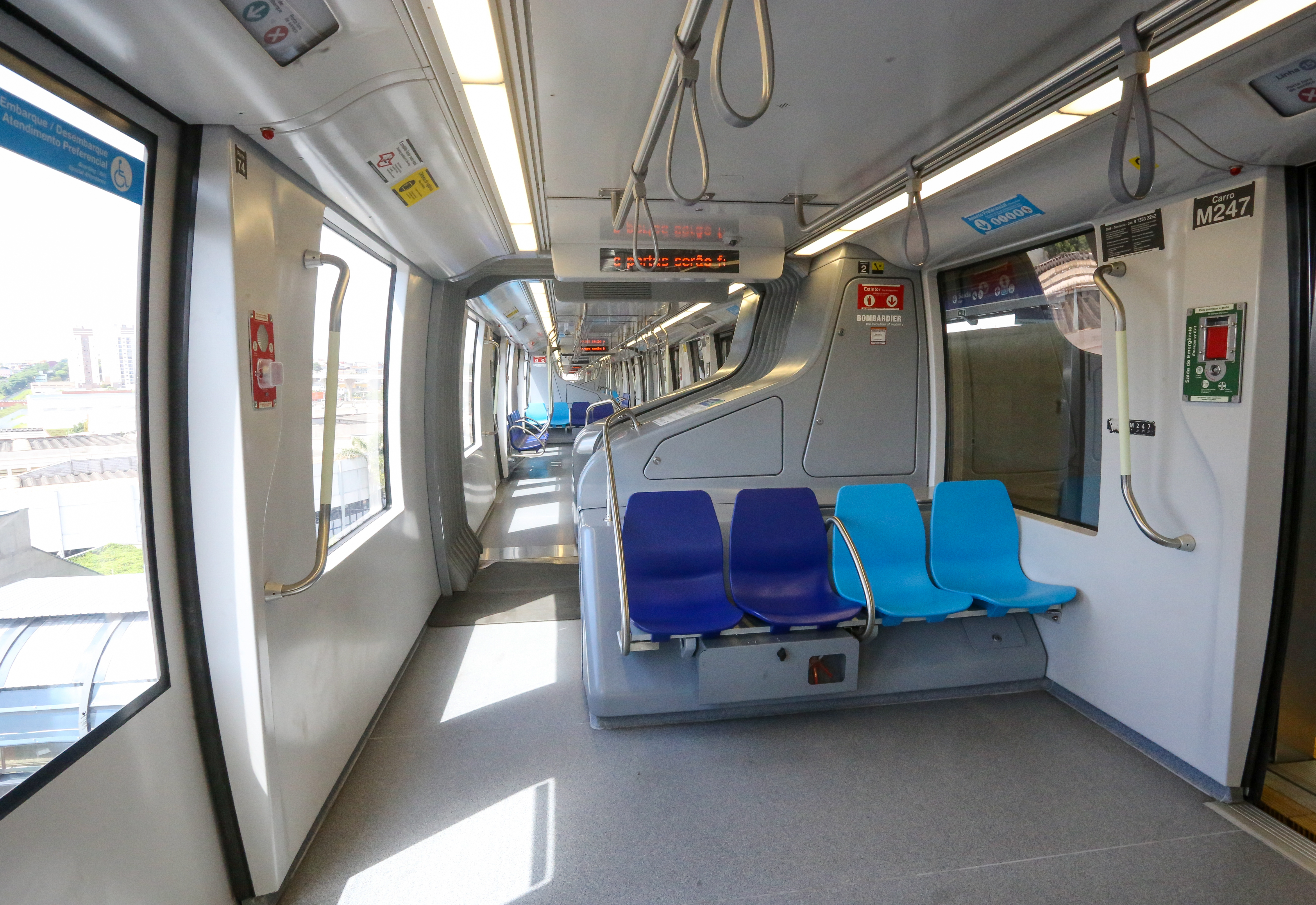

### Intermodalité
À proximité des stations de bus sont desservies par de nombreuses lignes.